# HAL HJT-16 Kiran
HAL HJT-16 Kiran byl indický dvoumístný jednomotorový proudový cvičný letoun ze 60. let 20. století národního leteckého výrobního komplexu Hindustan Aeronautics Limited (HAL).

## Vývoj

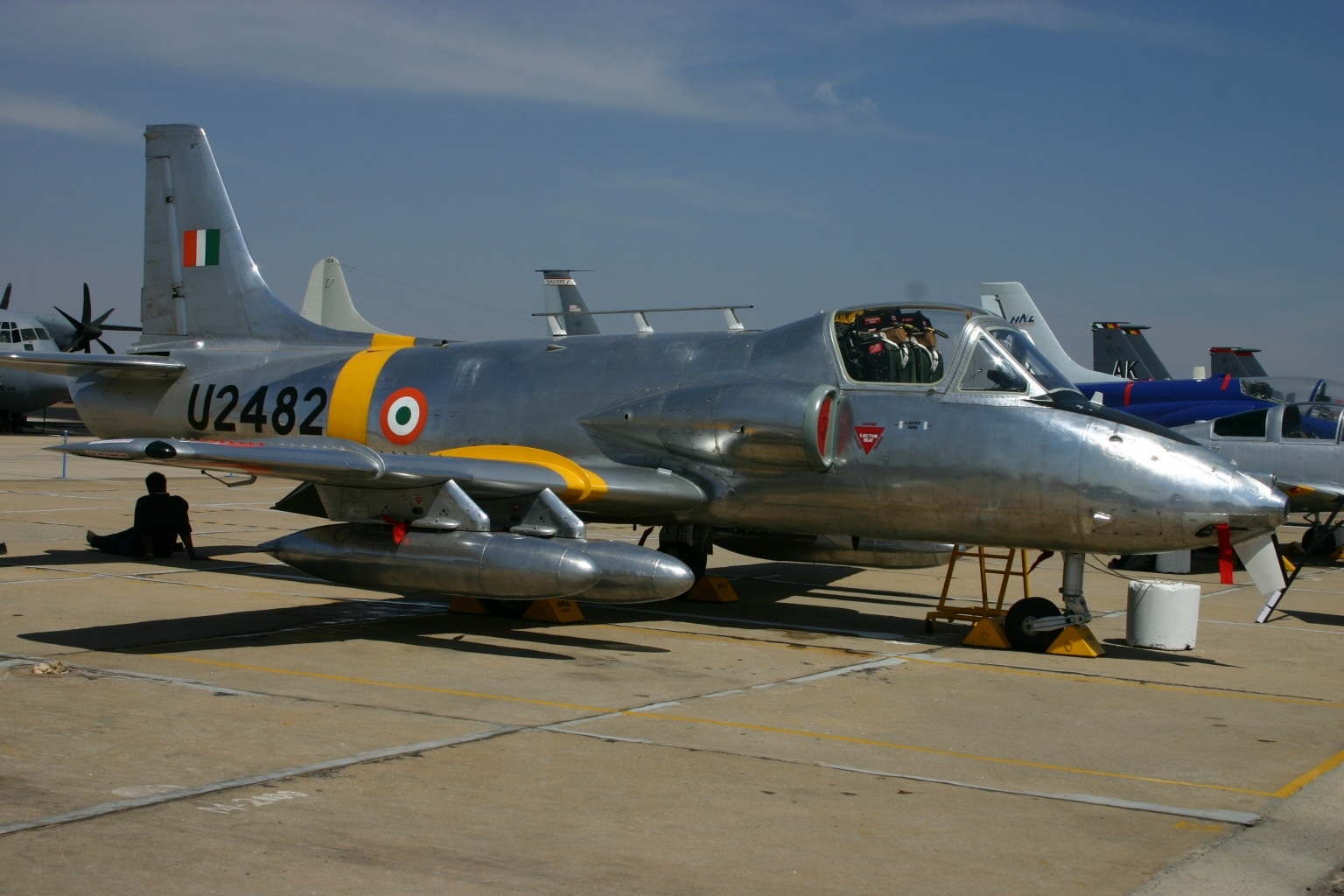
HAL HJT-16 Kiran Mk.II

Pro zkvalitnění a zefektivnění pilotního výcviku bylo v roce 1959 rozhodnuto o vývoji vlastního cvičného proudového letounu, schopného plného nahrazení dosavadního třístupňového procesu v IAF. Indičtí piloti nejprve prodělávali základní a pokračovací výcvik na vrtulových letounech HT-2 a T-6 Texan v rozsahu 40 a 85 hodin. Následně pilotní adepti nalétali dalších 75 hodin na cvičných proudových strojích de Havilland Vampire T.55 a až poté přecházeli k operačně přeškolovací jednotce. Úkolem byl pověřen šéfkonstruktér Dr. V. M. Ghatage a jeho zástupce Raj Mahindra z letecké výroby HAL v Bangalore.
První prototyp letounu HJT-16 (č. U 327) vzlétl ke svému úvodnímu letu 4. září 1964. Druhý prototyp provedl svůj první let v srpnu 1965.
U prvních sériových strojů HAL HJT-16 Kiran Mk.1 se v provozu u jednotlivých útvarů projevily potíže s čelním štítkem kabiny, který byl zhotoven z jednoho kusu organického skla. Tato část kabiny proto byla v roce 1971 u všech strojů překonstruována do třídílné podoby s obvyklejším rámováním. Přetlakový kokpit byl vybaven dvojicí vystřelovacích sedadel Martin Baker Mk.H4HA s parametry h = 0, v = 110 km/h, umístěných vedle sebe. Pohon zajišťoval jeden turbokompresorový motor Rolls-Royce Viper 11 Mk.22/8, licenčně vyráběný motorářským oddělením HAL.
Od 68. vyrobeného Kiranu byly jako standardní součást zavedeny křídlové závěsníky k instalaci kontejnerů HAL s kulomety FN ráže 7,62 mm, raketových bloků SNEB 122-1 se sedmi raketami ráže 68 mm, přídavných nádrží nebo pumové výzbroje. Takto modifikované letouny nesly označení HAL HJT-16 Kiran Mk.1A.
HJT-16 Kiran Mk.II, zalétaný 30. července 1976, byl již vybaven čtveřicí křídelních závěsníků, modernizovaným vybavením a pohonnou jednotkou Bristol Orpheus Mk.701 s tahem 13,30 kN.

## Operační nasazení

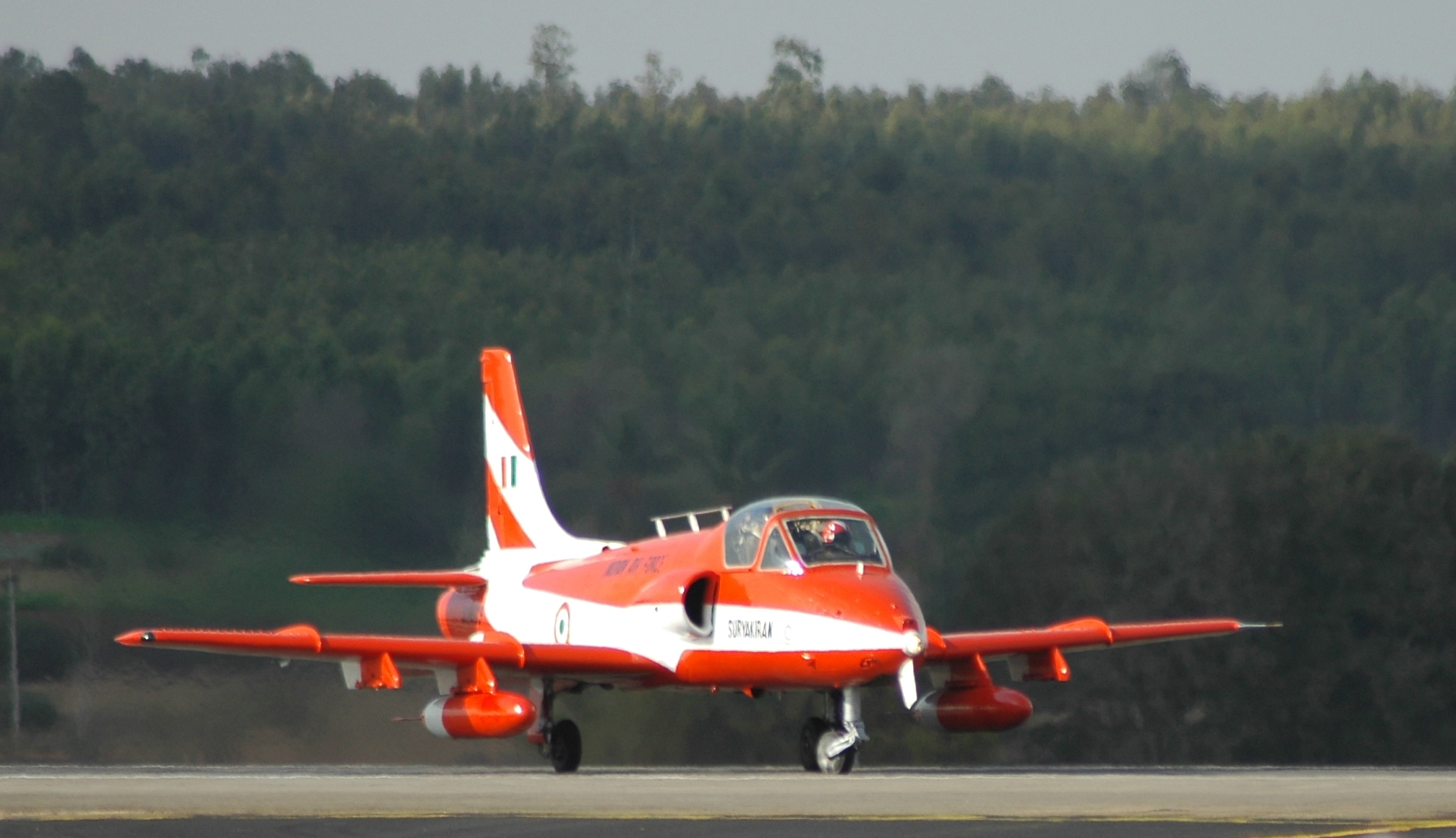
HAL Kiran Mk.II, Aero India, 2007

Prvních šest Kiranů oficiálně převzalo IAF v březnu 1968, které byly ihned přiděleny Škole pilotních instruktorů na bázi Tambaram k praktickým testům. Menší počet strojů byl určen i pro indické námořnictvo, které první dva letouny převzalo v roce 1969.
Sériové Kirany Mk.1 pak postupně přecházely do stavu Vojenské letecké akademie v Dundigalu u města Hajdarábád. V lednu 1974 zde byl zahájen první experimentální běh pilotního výcviku od prvopočátku realizovaný na HJT-16. Výsledky však nesplnily očekávání a proto elementární výcvik probíhal i nadále na vrtulových HT-2 na základně Bidár.
Do roku 1977 dostalo indické vojenské letectvo celkem 140 letounů Mk.1 a Mk.1A. Od roku 1996 používá devět strojů akrobatický tým IAF Suria Kiran.

## Specifikace

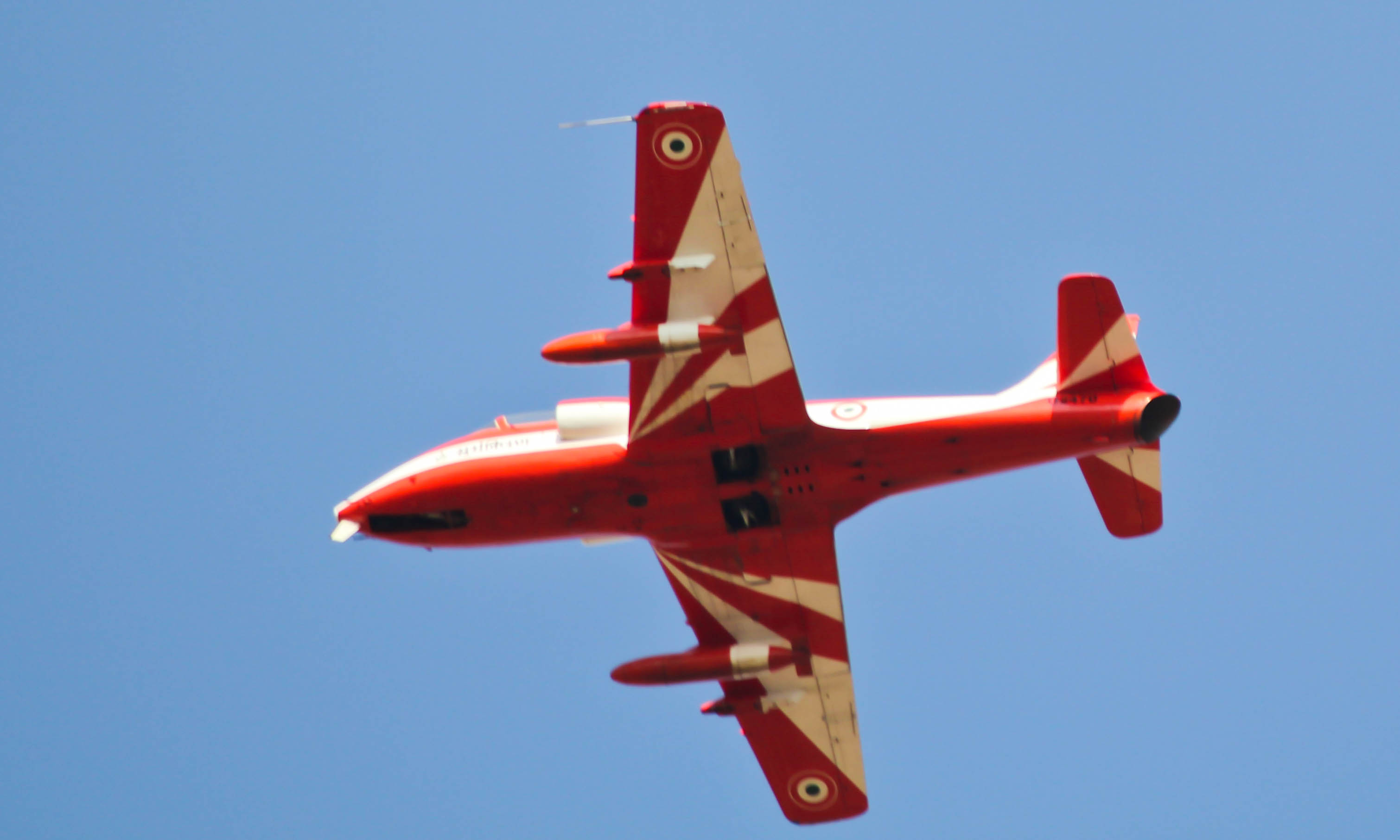
HJT-16 Kiran

Údaje dle

### Technické údaje
- Osádka: 2 (instruktor a žák)
- Rozpětí: 10,699 m
- Délka: 10,591 m
- Výška: 3,641 m
- Nosná plocha: 18,998 m²
- Hmotnost prázdného letounu: 2558 kg
- Vzletová hmotnost: 3597 kg
- Maximální vzletová hmotnost: 4097 kg
- Pohonná jednotka: 1 × proudový motor Rolls-Royce Viper 11 Mk.22/8

### Výkony
- Maximální rychlost:
  - 695 km/h (u země)
  - 687 km/h (v 9145 m)
- Maximální cestovní rychlost: 323 km/h
- Pádová rychlost: 151 km/h
- Pádová rychlost s vysunutými vztlakovými klapkami a podvozkem: 132 km/h
- Doba výstupu do 9145 m: 20 min
- Praktický dostup: 14 630 m
- Počáteční stoupavost: 24,25 m/sec
- Délka vzletu do h = 15 m: 442 m
- Délka přistání z h = 15 m: 610 m
- Dolet (s přídavnými nádržemi): 970 km